# Championnat d'Asie masculin de basket-ball 1977
Navigation
Thaïlande 1975 Japon 1979
Le championnat d'Asie de basket-ball 1977 est la neuvième édition du championnat d'Asie des nations. Elle s'est déroulée du 28 novembre au 10 décembre 1977 à Kuala Lumpur en Malaisie.

## Classement final
| Position | Équipe       | Bilan |
| -------- | ------------ | ----- |
| 1        | Chine        | 9v-0d |
| 2        | Corée du Sud | 7v-1d |
| 3        | Japon        | 7v-2d |
| 4        | Malaisie     | 4v-4d |
| 5        | Philippines  | 4v-5d |
| 6        | Irak         | 3v-6d |
| 7        | Inde         | 7v-2d |
| 8        | Thaïlande    | 6v-3d |
| 9        | Pakistan     | 4v-5d |
| 10       | Hong Kong    | 4v-5d |
| 11       | Singapour    | 4v-5d |
| 12       | Bahreïn      | 2v-7d |
| 13       | Indonésie    | 1v-8d |
| 14       | Sri Lanka    | 0v-9d |